# سعة حرارية حجمية
السعة الحرارية الحجمية في الكيمياء (بالإنجليزية: volumetric heat capacity) أو عدد السعة الحرارية  لدى المهندسين ، هي وحدة فيزيائية [ جول/متر مكعب/كلفن ] وهي تعبر عن السعة الحرارية لوحدة الحجم من المادة ، حيث وحدة الحجم هي متر مكعب.
وهي تحتسب من الحرارة النوعية عن طريق ضربها في كثافة المادة ، طبقا للمعادلة :
{\displaystyle s=c\cdot \rho }
s = عدد السعة الحرارية
c = الحرارة النوعية
{\displaystyle \rho } = كثافة المادة
مثال :
يالنسبة لنوع الحديد المستخدم مع الخرسانة في المباني :
{\displaystyle s=0{,}46\,{\frac {\mathrm {kJ} }{\mathrm {kg} \cdot \mathrm {K} }}\cdot 7850\,{\frac {\mathrm {kg} }{\mathrm {m} ^{3}}}=3611\,{\frac {\mathrm {kJ} }{\mathrm {m} ^{3}\cdot \mathrm {K} }}}
حيث الوحدة هنا كيلوجول/ متر مكعب/ كلفن.
في نفس الوقت يستخدم عدد السعة الحرارية في تقدير كفاءة المواد العازلة للحرارة.